# 玻利維亞吸脂鯉
玻利維亞吸脂鯉，為輻鰭魚綱脂鯉目脂鯉亞目脂鯉科的其中一個種。分布於南美洲奧里諾科河及玻利維亞Mamoré河流域，體長可達2.8公分，棲息在底中層水域，生活習性不明。